# Čolnica
Čolnica – wieś w Słowenii, w gminie Kanal ob Soči. W 2018 roku liczyła 16 mieszkańców.